# My Poland Collection
My Poland Collection er titlen på det sjette studiealbum fra heavy metalbandet Red Warszawa. Albummet har undertitlen En Collection Collection og kan ses som Red Warszawas første egentlige opsamlingsalbum, hvor der ikke er nogen nyskrevne numre. Et album der blev indspillet i forbindelse med Red Warszawas 20 års jubilæum, hvor bandet havde udvalgt numre fra de øvrige fem studiealbums der alle blev genindspillet på dette album. Albummet blev indspillet i Mayonaise Studio, og produceret af Heavy Henning.

## Spor
1. Norsk Black Metal (fra Hævi Mætal og Hass)
2. Søren Autonom (fra Hævi Mætal og Hass)
3. Julemandens Selvmordsbrev (fra Skal Vi Lege Doktor)
4. Slå Ihjel (fra Skal Vi Lege Doktor)
5. Den Sorte Garderobe (fra Skal Vi Lege Doktor)
6. Satanisk Kommunisme (fra Skal Vi Lege Doktor)
7. MC Nymands Rap (fra Skal Vi Lege Doktor)
8. Ulrikkenborg Plads (fra Skal Vi Lege Doktor)
9. Lugter Af Fisk (fra Hævi Mætal og Hass)
10. Tråkker (fra Tysk Hudindustri)
11. Tror Du Det Er For Sjov Jeg Drikker (fra Tysk Hudindustri)
12. Wie Dumm Kann Mann Sein (fra Omvendt Blå Kors)
13. Bøsse Dræbt Med Stegegaffel (fra Omvendt Blå Kors)
14. Gratis Luder (fra Return Of The Glidefedt)
15. Onanita (fra Skal Vi Lege Doktor)
16. Den Dystra Staden (fra Hævi Metal og Hass)

## Medvirkende
- "Lækre" Jens Mondrup - Vokal (undtagen på: "MC Nymands Rap", "Onanita" og "Den Dystra Staden").
- "Heavy" Henning Nymand - Guitar, Bas, Keyboard, (vokal på: "MC Nymands Rap", "Onanita" og "Den Dystra Staden").
- "Måtten Møbelbanker" Morten Nielsen - Trommer, Slagtøj, Kor

Øvrige Medvirkende
- "Tove Tusindpik" Thomas Christensen - Bas (på "MC Nymands Rap", "Lugter Af Fisk" og "Søren Autonom")
- Johan Olsen - Vokal (skønsang på "Ulrikkenborg Plads")

Derudover medvirkede en masse bekendte af bandet på kor.